# Strigoderma tomentosa
Strigoderma tomentosa är en skalbaggsart som beskrevs av Bates 1888. Strigoderma tomentosa ingår i släktet Strigoderma och familjen Rutelidae. Inga underarter finns listade i Catalogue of Life.